# Крак де Монтреал
Крак де Монтреал (француски: Krak de Montréal), такође познат и као замак Шубак је била једна од најјачих крсташких тврђава у Светој земљи. Налазила се у близини данашњег града Шубак у Јордану.

## Историја
Крак де Монтреал изграђен је 1115. године од стране јерусалимског краља Балдуина I. Балдуин је предузимао походе јужно од Јерусалима са намером да допре до Црвеног мора и тиме заокружи своја освајања и обезбеди границу на југу. Крак де Монтреал је основан након заузећа Акабе, града на обали Црвеног мора. Првобитно је назван "Крак де Монтреал" или "Монс Регалис" (Краљева планина). Био је стратешки смештен на брду у равници Едом поред кога су пролазили каравани који су ишли на ходочашће из Сирије у Арабију. Стратешки значајан положај омогућио је јерусалимским краљевима да контролишу трговину у овој области. Трговци су од краља морали тражити посебно одобрење за пролазак. Монтреал је био окружен релативно плодном територијом. Вода је допремана помоћу све цистерне уклесане у брду. 
Крак де Монтреал је у саставу Јерусалимске краљевине све до оснивања Господства Трансјордан 1142. године. Владари Трансјордана били су вазали јерусалимских краљева. Центар господства био је у Кераку, јачој тврђави северно од Монтреала. Замак је најпре био у рукама Филипа де Мијиа, а потом прелази у руке Ренеа од Шатијона који се оженио Стефани де Милом (1176). Рене је користио Монтреал као упориште за нападе на муслиманске караване који су претходно од јерусалимског краља добили дозволу за пролаз. Керак и Монтреал били су практично неосвојиви за муслимане. Посебно значајан је плен кога је освојио 1181. године. Вредност робе која је путовала из Индије била је толика да је ајубидски владар Саладин крсташима објавио рат након Ренеовог одбијања да послуша наредбу краља Балдуина и врати опљачкано. 
Рене је у Монтреалу изградио и флоту коју је копном транспортовао до Црвеног мора са намером да нападне саму Меку. Саладин то није могао допустити те је уништио флоту. Након битке код Хитина и пада Јерусалима, Саладин је опсео Монтреал. Браниоци су током опсаде продавали своје жене и децу за храну. Браниоци су издржали две године након чега замак пада у муслиманске руке. Касније је замак обновљен под владавином Мамелучког султаната. Након пада султаната под Османско царство, замак је напуштен. 